# Gabriel Thauvonius
Gabriel Thauvonius, född 1600-talet, död 1748, var en svensk borgmästare, häradshövding, riksdagsledamot och politiker.

## Biografi
Gabriel Thauvonius föddes på 1600-talet. Han var son till kontraktsprosten Jonas Thauvonius. Thauvonius blev 1705 student vid Kungliga Akademien i Åbo. Han blev vice borgmästare i Luleå stad 1719. Sistnämnda år blev han borgmästare i Umeå och 1734 häradshövding i Nylands härad. Thauvonius blev assessor vid Åbo hovrätt 1746. Han avled 1748.
Thauvonius var riksdagsledamot för borgarståndet i Luleå vid riksdagen 1719 och i Umeå vid riksdagen 1720, riksdagen 1723 och riksdagen 1734.